# Ligue communiste (Japon)
Pour les articles homonymes, voir Ligue communiste.
La Ligue Communiste (共産主義者同盟, Kyо̄sanshugisha Dо̄mei) , parfois abrégé Kyōsandō et mieux connu sous son surnom The Bund (ブント, Bunto), était une organisation politique japonaise matrice de la Nouvelle Gauche créée en décembre 1958 au sein de la fédération étudiante nationale Zengakuren en tant que groupe dissident radical.  L'organisation tire son nom de la Ligue communiste originale ( en allemand : Bund der Kommunisten ) fondée à Londres, en Angleterre, en 1847, sous la direction de Karl Marx et Friedrich Engels, d'où son surnom de « Bund ». 
Après avoir réussi à gagner la majorité de la Zengakuren par la voie électorale, le Bund a dirigé de nombreuses manifestations à la fin des années 1950 et au début des années 1960, jouant notamment un rôle de premier plan dans les manifestations de masses  contre l'Anpo de 1960, avant d'éclater en plusieurs groupes. 
Bien qu'il n'ait duré que quelques années, le Bund est largement cité comme étant à l'origine de l'activisme étudiant de type « Nouvelle Gauche » au Japon.  
En 1966, certaines factions restantes du groupe d'origine se sont réunies pour former le Second Bund (第二次ブント, Dainiji Bunto), qui a organisé diverses activités de protestation lors des manifestations universitaires japonaises de 1968-1969 . Le groupe dissident « Fraction Armée rouge » du Deuxième Bund est l'ancêtre de deux groupes terroristes notoires, l'Armée rouge unifiée et l'Armée rouge japonaise.

### Citations
1. 1 2  Kapur 2018, p. 146.
2. ↑  Kapur 2018, p. 146-149.
3. ↑  Kapur 2018, p. 153.
4. ↑  Hasegawa 2003, p. 92.